# Jovino Novoa Vidal
Pour les articles homonymes, voir Jovino Novoa (homonymie).
Jovino Novoa Vidal, né à Santiago du Chili en 1822 et mort dans cette même ville en 1895, était un homme politique chilien.

## Biographie
Il est élève à l’Instituto Nacional, à Santiago, puis fait des études de droit à l'université du Chili, obtenant son diplôme d'avocat le 8 mars 1845. Juge de lettres à San Fernando en 1850, il est juge criminel à Valparaíso en 1854, puis abandonne la carrière judiciaire. Il est nommé intendant de Valparaíso en 1858.
En 1859, Novoa Vidal est nommé ministre des Finances par le président Manuel Montt, et souscrit un emprunt national pour la construction du chemin de fer Santiago-Valparaíso, inauguré en 1863. Il se marie à deux reprises, la première fois avec Mercedes Risopatrón, puis avec sa cousine Carolina Novoa Arteaga.
Sa gestion est critiquée au Sénat, mais la Cour suprême le blanchit de tout soupçon. Il quitte le ministère en 1861, puis est élu député de Valparaíso. En 1870, il est élu membre du Congrès constituant ; en 1878, il devient membre de la faculté de droit de l'université du Chili. Pendant la guerre du Pacifique, Novoa Vidal est ministre plénipotentiaire à Lima, et signe le traité d'Ancón ; il reste au Pérou jusqu'en 1886. De retour au Chili, il est réélu député en 1888.

## Sources
- (es) Cet article est partiellement ou en totalité issu de l’article de Wikipédia en espagnol intitulé « Jovino Novoa Vidal » (voir la liste des auteurs).